# Axilladissektion

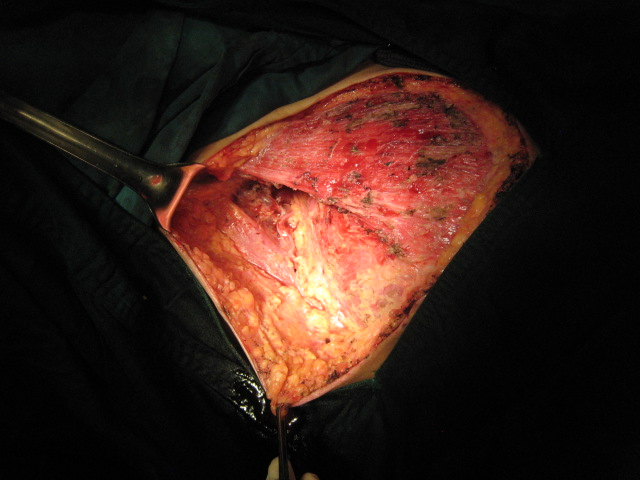
Darstellung der anatomischen Strukturen bei der Axilladissektion

Die Axilladissektion (auch axilläre Dissektion) nennt man die Lymphknotenentfernung als operatives Verfahren bei der Behandlung von Brustkrebs, bei der das gesamte Lymph- und Fettgewebe unter Schonung des Gefäßnervenbündels der Achsel und des Nervus thoracodorsalis und Nervus thoracicus longus entfernt wird. Dies kann sowohl bei der Mastektomie, als auch bei onkoplastischen (brusterhaltenden) Eingriffen, wie der Lumpektomie und Quadrantektomie, sowie im Zusammenhang mit gleichzeitiger Brustrekonstruktion erfolgen.
Der Zugang in die Achselhöhle kann bei der Entfernung der Brust, sowie oft bei außen gelegenen Tumoren, über die gleiche Schnittführung erfolgen. Bei innen gelegenen Tumoren ist hingegen immer ein zusätzlicher Schnitt erforderlich. Bei dem Eingriff werden mindestens zehn Lymphknoten aus dem Level I und II entfernt, um eine sichere Aussage über einen möglichen Tumorbefall zu erlangen.
Da bei 80 % der Patienten Komplikationen, wie Serome, Schmerzen, Ödeme und eine Einschränkung der Armbeweglichkeit, eintreten, wird geprüft, ob die Wächterlymphknotenentfernung eine mögliche Alternative darstellt.